# CLEC12A
CLEC12A (англ. C-type lectin domain family 12 member A) – білок, який кодується однойменним геном, розташованим у людей на короткому плечі 12-ї хромосоми. Довжина поліпептидного ланцюга білка становить 265 амінокислот, а молекулярна маса — 30 762.
| 10         |  | 20         |  | 30         |  | 40         |  | 50         |
| ---------- |  | ---------- |  | ---------- |  | ---------- |  | ---------- |
| MSEEVTYADL |  | QFQNSSEMEK |  | IPEIGKFGEK |  | APPAPSHVWR |  | PAALFLTLLC |
| LLLLIGLGVL |  | ASMFHVTLKI |  | EMKKMNKLQN |  | ISEELQRNIS |  | LQLMSNMNIS |
| NKIRNLSTTL |  | QTIATKLCRE |  | LYSKEQEHKC |  | KPCPRRWIWH |  | KDSCYFLSDD |
| VQTWQESKMA |  | CAAQNASLLK |  | INNKNALEFI |  | KSQSRSYDYW |  | LGLSPEEDST |
| RGMRVDNIIN |  | SSAWVIRNAP |  | DLNNMYCGYI |  | NRLYVQYYHC |  | TYKKRMICEK |
| MANPVQLGST |  | YFREA      |  |            |  |            |  |            |

A: Аланін

C: Цистеїн

D: Аспарагінова кислота

E: Глутамінова кислота

F: Фенілаланін

G: Гліцин

H: Гістидин

I: Ізолейцин

K: Лізин

L: Лейцин

M: Метіонін

N: Аспарагін

P: Пролін

Q: Глутамін

R: Аргінін

S: Серин

T: Треонін

V: Валін

W: Триптофан

Кодований геном білок за функцією належить до рецепторів. 
Задіяний у такому біологічному процесі, як альтернативний сплайсинг. 
Білок має сайт для зв'язування з лектинами. 
Локалізований у клітинній мембрані.
Вчені працюють над використанням антитіл до CLEC12A у націленій (таргетній) терапії гострого мієлолейкозу. Зокрема, створено біспецифічні антитіла до CLEC12A/CD3, які здатні скеровувати імунні клітини Т-кілери проти ракових клітин, які експресують CLEC12A.